# Хуан Біньхун
Хуан Біньхун (黄宾虹, 27 січня 1865 —25 березня 1955) — китайський художник та мистецтвознавець.

## Життєпис
Народився 1865 року у м.Цзіньхуа (провінція Чжецзян). Батько Біньхуна був купцем й поціновувачем мистецтва. Він привів інтерес до живопису своєму синові. У 1888 році батько Хуана збанкрутував й родина перебралася до м.Шесянь (провінція Аньхой). Тут став навчатися живопису. Він також почав збирати стародавні печатки та вивчення написи на бронзі та камені.
З часом Хуан Біньхун брав участь у революційній діяльності. Коли він був викритий в 1907 році, то втік до Шанхаю, де протягом двох десятиліть викладав та працював видавцем і редактором різноманітних художніх книг і журналів, зокрема був директором Шанхайського музею. Водночас займався викладацькою діяльністю. Серед його учнів був, зокрема й майбутній відомий художник Лінь Саньчжі. У 1937 році він переїхав до Пекіна, де він працював у Виставковому центрі старожитностей, де робив оцінки картин для уряду. Під час евакуації до Чунціна (під час японо-китайської війни) був професором Національного педагогічного університету.
Після війни — у 1945 році влаштовує персональну виставку. У 1948 році переїздить до Ханчжоу. У 1949 році стає викладачем Східнокитайського відділення Союзу китайських художників, заступником голови Центральної академії витончених мистецтв. В останні роки життя мешкав й працював у м. Ханчжоу, де й помер 25 березня 1955 року.

## Творчість
Живопис Хуан Біньхуна досяг зрілості в 1930—1940-ї роки. Здебільшого спеціалузвався у зображені пейзажів та ландшафтів. У своїх творах цього періоду, Хуан виступав нащадком традицій династій Тан і Сун. При цьому значно їх осучаснив. На основі вивчення цих традицій у 1934 році написав твір «Хуафа яочжі» («Основи живопису»), в якому він пояснив 5 способів використання пензля та 7 способів використання чорнила. Він вивів свій стиль з ретельного вивчення китайських традицій і природи. Хуан Біньхун був одним з перших, хто вказав на значення Сіньанської школи живопису в своїх наукових працях.
Окрім «Хуафа яочжі» питанням живопису Хуан присвятив ще низку паць з мистецтвознавства, зокрема «Особливості стародавнього живопису», «Нариси з історії китайського живопису».
Незважаючи на вплив стародавнього живопису, деякі з його картин методи, особливо його експерименти зі світлом, використання пензля і фарби, зійшлися із західним імпресіонізмом і модернізмом.
Він також розробив новий каліграфічний стиль, що увібрав в себе досвід минувшини, утворюючи пишний і багато об'єднуючий стиль.